# Calycanthus floridus
Espèce
L'Arbre aux anémones ou Arbre Pompadour, (Calycanthus floridus), est une espèce de plantes à fleurs du genre Calycanthus et de la famille des calycanthacées. C'est un arbuste originaire d'Amérique du Nord. C'est une plante non-envahissante du Sud-Est des États-Unis. 

## Description

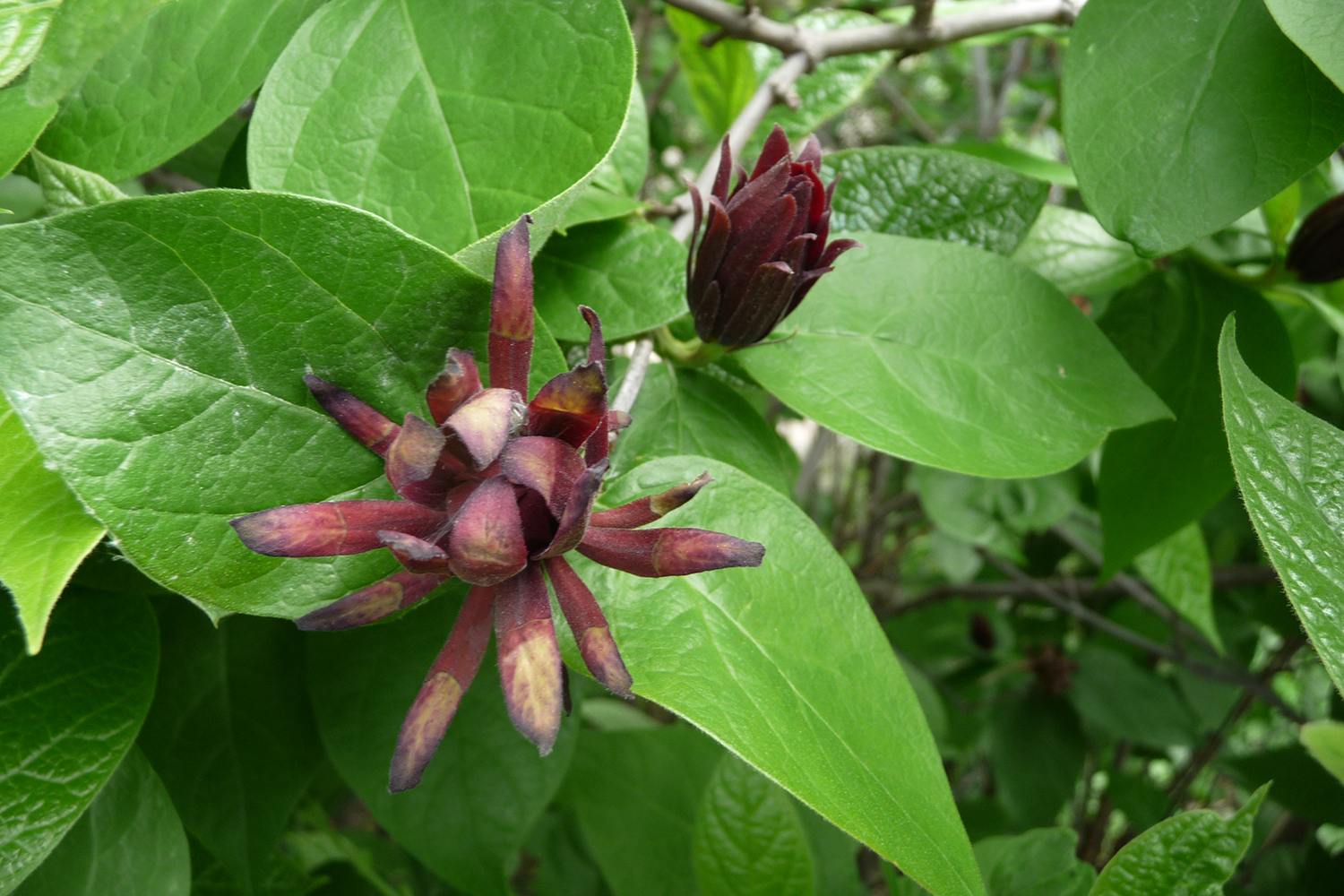
Calycanthus floridus var. glaucus.

Il s'agit d'un arbuste à feuillage caduc pouvant monter jusqu'à 2 à 3 mètres de haut,. Les fleurs solitaires et parfumées sont en forme de nénuphars. Les feuilles vertes foncées de 5 à 20 cm de long sont opposées et dégagent une odeur épicée au froissement.
La multiplication peut se faire par semis, bouturage ou marcottage.

## Utilisation
Son écorce est comestible et peut être utilisée comme un substitut à la cannelle. Les infusions de ses racines et de son écorce produisent un fort émétique et diurétique permettant de lutter contre certaines maladie des reins et de la vessie. L'infusion froide est parfois utilisée au goutte à goutte pour soigner la baisse de la vue. Cependant, la plante contient du calycanthine, un alcaloïde similaire à la strychnine, toxique pour les humains et le bétail et qui peut provoquer des convulsions. La plante peut être utilisée comme antispasmodique et désinfectant.

## Liste des espèces et variétés

### Liste des variétés
Selon World Checklist of Selected Plant Families (WCSP) (11 mai 2014) :
- Calycanthus floridus L., Syst. Nat. ed. 10 (1759)
  - variété Calycanthus floridus var. floridus
  - variété Calycanthus floridus var. glaucus (Willd.) Torr. & A.Gray (1840)